# Le Pont de l'aigle

Le Pont de l'aigle est un téléfilm français réalisé en 2001 par Bertrand Van Effenterre, et diffusé en 2002.

## Synopsis
Après une longue absence, Noémie revient dans sa petite ville natale d'Ardèche pour ouvrir un salon de coiffure. Sa fille Véronique l'accompagne. Peu de temps après, la fillette s'écroule inanimée sur le pont de l'Aigle, prise de tremblements et possédée par une voix d'homme. Noémie comprend que le passé qu'elle voulait oublier, la rattrape. Un sentiment partagé par le Dr Jérôme Faure. Comme Noémie, il sait que le drame qui a eu lieu il y a treize ans sur le pont de l'Aigle, resurgit. 

## Fiche technique
- Titre français : Le Pont de l'aigle
- Réalisation : Bertrand Van Effenterre
- Scénario : Jacques Mazeau et Serge Meynard , d'après le roman éponyme de Jacques Mazeau.
- Montage :
- Musique : Stéphane Moucha
- dialogues : Elisabeth Roc
- Production : Bertrand Van Effenterre
- Pays d'origine :  France
- Format : Couleur
- Genre : drame
- Date de sortie : 2002

## Distribution
- Patrick Chesnais : Jérôme Faure
- Caroline Baehr : Noémie Beauchamp
- Lilly-Fleur Pointeaux : Véronique Beauchamp
- Patricia Dinev : Muriel Keller
- Christophe Reymond : Pierre Coudert
- Maryvonne Schiltz : Hélène Coudert
- Alexia Portal : Mathilde Coudert
- Régis Royer : l'externe
- Fabienne Saint-Pierre : Henriette, la fleuriste